# Заставский, Владимир Яковлевич
Заставский Владимир Яковлевич (15 марта 1930 — не ранее 2019) — советский и украинский художник-график. Член Национального союза художников Украины (1996).

## Биография
Родился 15 марта 1930 года в селе Новогригоровка Долинского района (ныне в Кировоградской области), по другим данным 15 ноября 1930 года в селе Новогригорьевка Днепропетровского округа или 15 февраля 1930 года.
В 1954 году поступил и в 1959 году году окончил Днепропетровское художественное училище (преподаватели Г. Г. Чернявский, Л. И. Витковский, Н. С. Погребняк, Н. И. Родзин). Дипломная работа — акварель «Пионеры в мартеновском цехе» (руководитель Н. И. Родзин).
В 1959—1962 годах — художник Днепропетровской студии телевидения. В 1963—1967 годах работал в РСФСР на предприятиях Сибири. В 1967—1971 годах — в художественном фонде Николаева, в 1971—1976 годах — худфонде Кривого Рога.
С 1976 года работал в Херсонском художественно-производственном комбинате.
Жил с супругой в Херсоне.
Умер в Херсоне после 2019 года.

## Творческая деятельность
C 1960 года участвовал в областных, всеукраинских художественных выставках: Николаев (1968).
В акварелях художника природа предстаёт в полном разнообразии и обаянии.
Работы хранятся в Херсонском художественном музее.
Оформлял аэропорт в Якутске, выполнял монументально-декоративные росписи: сграффито на фасаде кинотеатра «Современник» (Кривой Рог), мозаики в зале ожидания железнодорожного вокзала Кривой Рог-Главный (1960-е).

### Произведения
- Серии акварелей: «В краю алмазных россыпей» (1963—1967), «Корабельная сторона» (1967—1970), «На земле Криворожской» (1970—1975), «Очарованная Десна» (1970), «Берёзовая роща» (1971), «Рудный двор» (1973);
- Серия гравюр на картоне, посвящённая Великой Отечественной войне (1974—1975)[2];
- «Голубой туман» (1968), «На верфи» (1969), «Гиганты» (1974), «На строительстве» (1974), «Девушка» (1981), «Шторм надвигается» (1982), «Днепровские плавни» (1985), «Осенний натюрморт» (1998), «Натюрморт с сиренью» (1999)[1].

## Память
- Портрет художника в 1960-х годах исполнил в гипсе скульптор Александр Васякин[2].